# Trophée des Grimpeurs 2000
Il Trophée des Grimpeurs 2000, settantaquattresima edizione della corsa e valida come evento del circuito UCI categoria 1.3, si svolse il 30 aprile 2000 su un percorso di 133,2 km. Fu vinto dal francese Patrice Halgand che terminò la gara in 3h07'32", alla media di 42,61 km/h.
Al traguardo 53 ciclisti portarono a termine il percorso.

## Ordine d'arrivo (Top 10)
| Pos. | Corridore            | Squadra           | Tempo    |
| ---- | -------------------- | ----------------- | -------- |
| 1    | Patrice Halgand      | Jean Delatour     | 3h07'32" |
| 2    | Christophe Moreau    | Festina           | s.t.     |
| 3    | Walter Bénéteau      | Bonjour           | s.t.     |
| 4    | David Moncoutié      | Cofidis           | s.t.     |
| 5    | Christophe Agnolutto | AG2R Prév.        | a 15"    |
| 6    | Jørgen Bo Petersen   | Ville de Charler. | s.t.     |
| 7    | Frédéric Bessy       | Jean Delatour     | a 23"    |
| 8    | Félix García Casas   | Festina           | a 35"    |
| 9    | Anthony Morin        | Crédit Agricole   | s.t.     |
| 10   | Yoann Le Boulanger   | Cofidis           | s.t.     |